# Aven Marzal
Pour les articles homonymes, voir Marzal et Aven (homonymie).
L’ aven Marzal est une grotte située en France, en région Auvergne-Rhône-Alpes, dans le département de l'Ardèche, sur la commune de Saint-Remèze et près de Bidon.

## Histoire

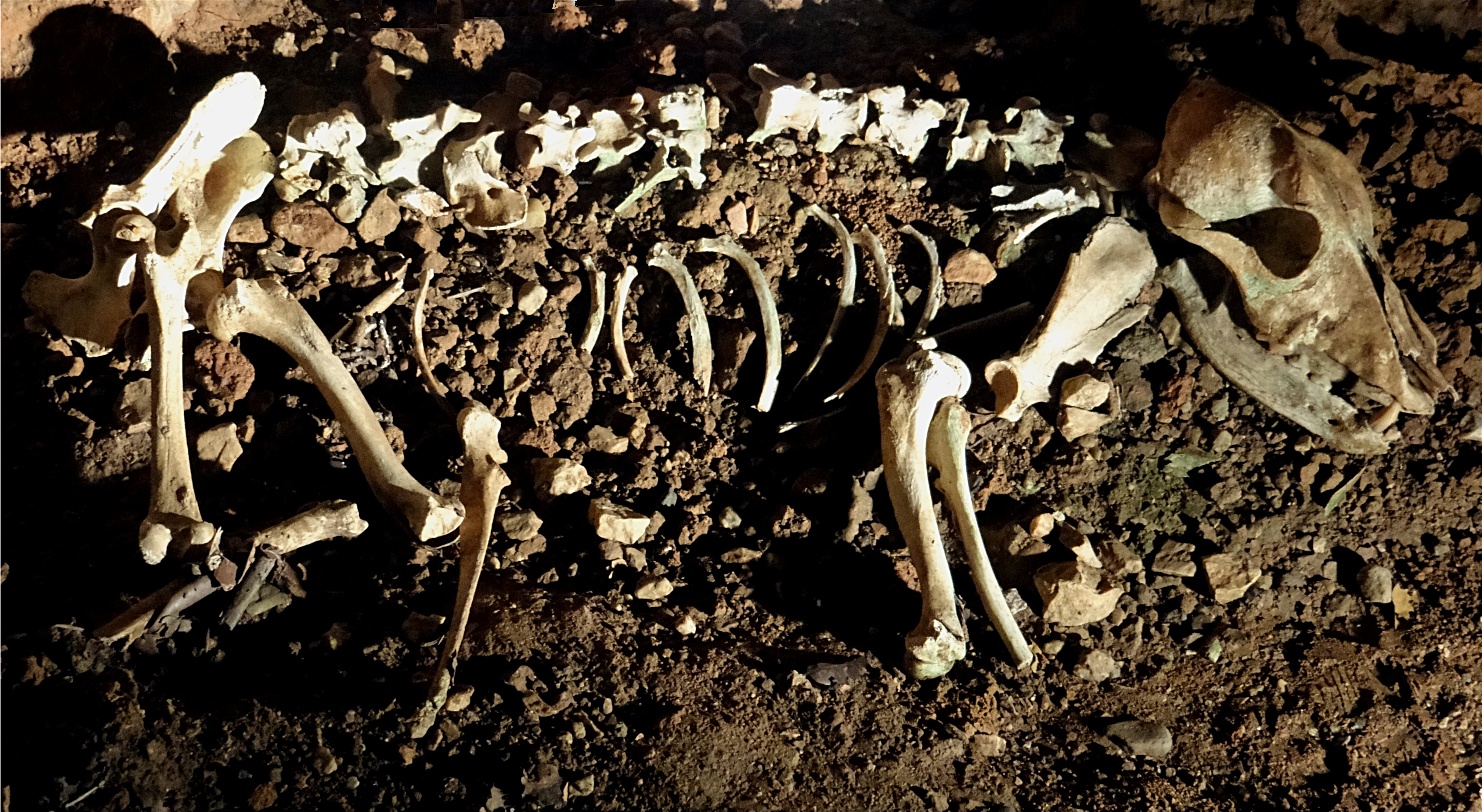
Le chien de Marzal

L'aven Marzal fut exploré en 1892 pour la première fois par le spéléologue, Édouard-Alfred Martel et son contremaître   Louis Armand. Il doit son nom à un garde-chasse nommé Marzal et à son chien dont les corps furent jetés dans le gouffre en 1812 par un braconnier qu'il avait surpris. Son corps fut récupéré et inhumé, mais celui de son chien est toujours dans le puits… 
Par la suite, l'entrée du gouffre fut bouchée à cause d'une erreur et son emplacement oublié. Ce n'est que le 27 mars 1949 que le spéléologue valentinois Pierre Ageron le redécouvre après 15 ans de recherches et l'aménage pour le public.

## Description

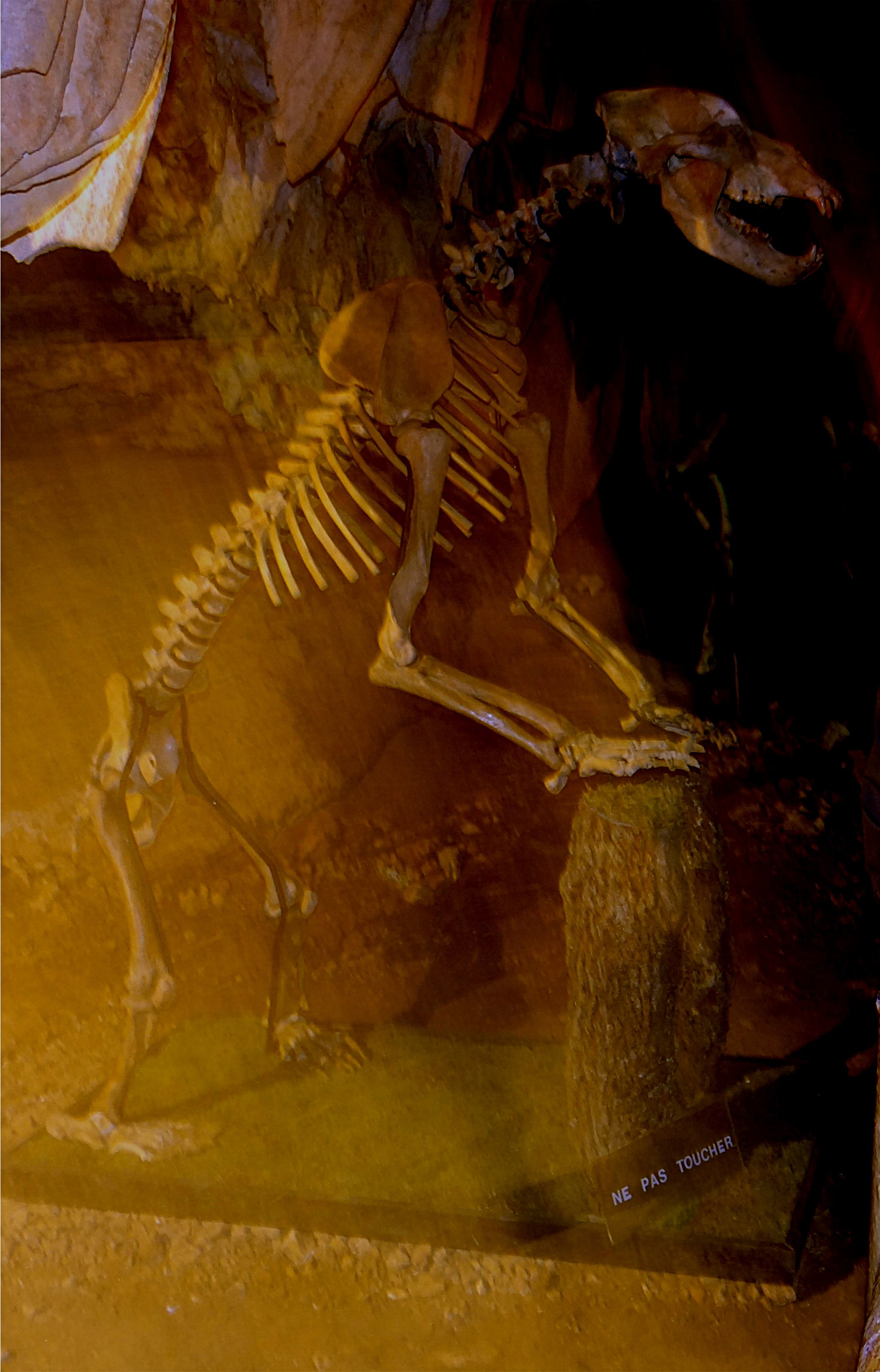
Squelette d'un ours des cavernes

L'aven se caractérise par un accès à la verticale par son plafond, à l'aide d'un escalier de plus de 360  marches dont la construction est unique et qui aboutit à la salle principale, dite salle du Tombeau, après une descente de 59 mètres . 
Dans cette première salle, des ossements d'animaux tombés, par accident, ou jetés volontairement par la population locale, ont été retrouvés. C’est le cas de l'impressionnant « Ursus spelaeus» appelé communément ours des cavernes, des périodes Cénozoïque et Pléistocène. Ce géant de 3,50 mètres de long et 2,40 mètres de haut pouvait peser jusqu’à 600 kg. 
Cette grotte présente toutes les formations calcaires classiques telles que les stalactites ou les stalagmites. Au fur et à mesure de la descente, on découvre des couleurs aux nuances des plus variées, du blanc neigeux aux ocres rouge foncé dus à la présence d’oxyde de fer.

## Visites
En 1951, l'aménagement du gouffre fut entrepris et une première partie ouverte au public.
Avec un guide, on peut découvrir un labyrinthe de marches et de concrétions calcaires. À 125 mètres de profondeur, se trouve la salle des diamants et ses concrétions scintillantes.